# Ceratoppia longifilis
Ceratoppia longifilis är en kvalsterart som först beskrevs av Giovanni Canestrini 1897.  Ceratoppia longifilis ingår i släktet Ceratoppia och familjen Ceratoppiidae. Inga underarter finns listade i Catalogue of Life.